# Blussans
Blussans ist eine französische Gemeinde mit 188 Einwohnern (Stand: 1. Januar 2022) im Département Doubs in der Region Bourgogne-Franche-Comté.

## Geographie
Blussans liegt auf 295 m, drei Kilometer südöstlich von L’Isle-sur-le-Doubs und etwa 17 Kilometer südwestlich der Stadt Montbéliard (Luftlinie). Das Dorf erstreckt sich am südlichen Rand der breiten Talniederung des Doubs, beidseits des Ruisseau des Combes, am Nordrand der äußersten Höhenzüge des Juras.
Die Fläche des 8,04 km² großen Gemeindegebiets umfasst einen Abschnitt des Doubstals. Die nördliche Grenze verläuft entlang dem Doubs, der hier mit mehreren Windungen in einer ungefähr einen Kilometer breiten flachen Talniederung nach Westen fließt und von der Wasserstraße des Rhein-Rhône-Kanals begleitet wird. Vom Flusslauf erstreckt sich das Gemeindeareal südwärts über die Talaue und einen rund 50 m hohen, steilen Prallhang bis auf die angrenzende Hochfläche (350 m). Dabei umfasst es das gesamte Einzugsgebiet des Ruisseau des Combes, der mit mehreren Quellbächen im Waldgebiet des Bois de Miémont entspringt. Mit 482 m wird im hügeligen Gebiet am Nordfuß der Lomontkette die höchste Erhebung von Blussans erreicht.
Zu Blussans gehört der Weiler La Grange (360 m) in einer Talmulde westlich des Ruisseau des Combes. Nachbargemeinden von Blussans sind La Prétière und Blussangeaux im Norden, Saint-Maurice-Colombier, Sourans und Lanthenans im Osten, Anteuil im Süden sowie L’Isle-sur-le-Doubs im Westen.

## Geschichte
Erstmals urkundlich erwähnt wird Blussans im Jahr 1136 unter dem Namen Brucens, als der Ort in den Besitz des Klosters Lieucroissant (bei Mancenans) kam. Im Lauf der Zeit wandelte sich die Schreibweise über Blucens (1147), Blusseans (1326), Blossens (15. Jahrhundert), Bleussance (1547) und Bleussans zum heutigen Namen, der 1542 erstmals überliefert ist. 1258 verkaufte der Abt von Lieucroissant einen Teil des Gebietes an die Herren von Neuchâtel, der fortan zur Herrschaft L’Isle-sur-le-Doubs gehörte. Der andere Teil unterstand seit 1282 der Herrschaft Châtelot und ging mit dieser 1561 unter die Oberhoheit der Grafen von Montbéliard. Heute ist Blussans Teil des Gemeindeverbandes Deux Vallées Vertes.

## Sehenswürdigkeiten

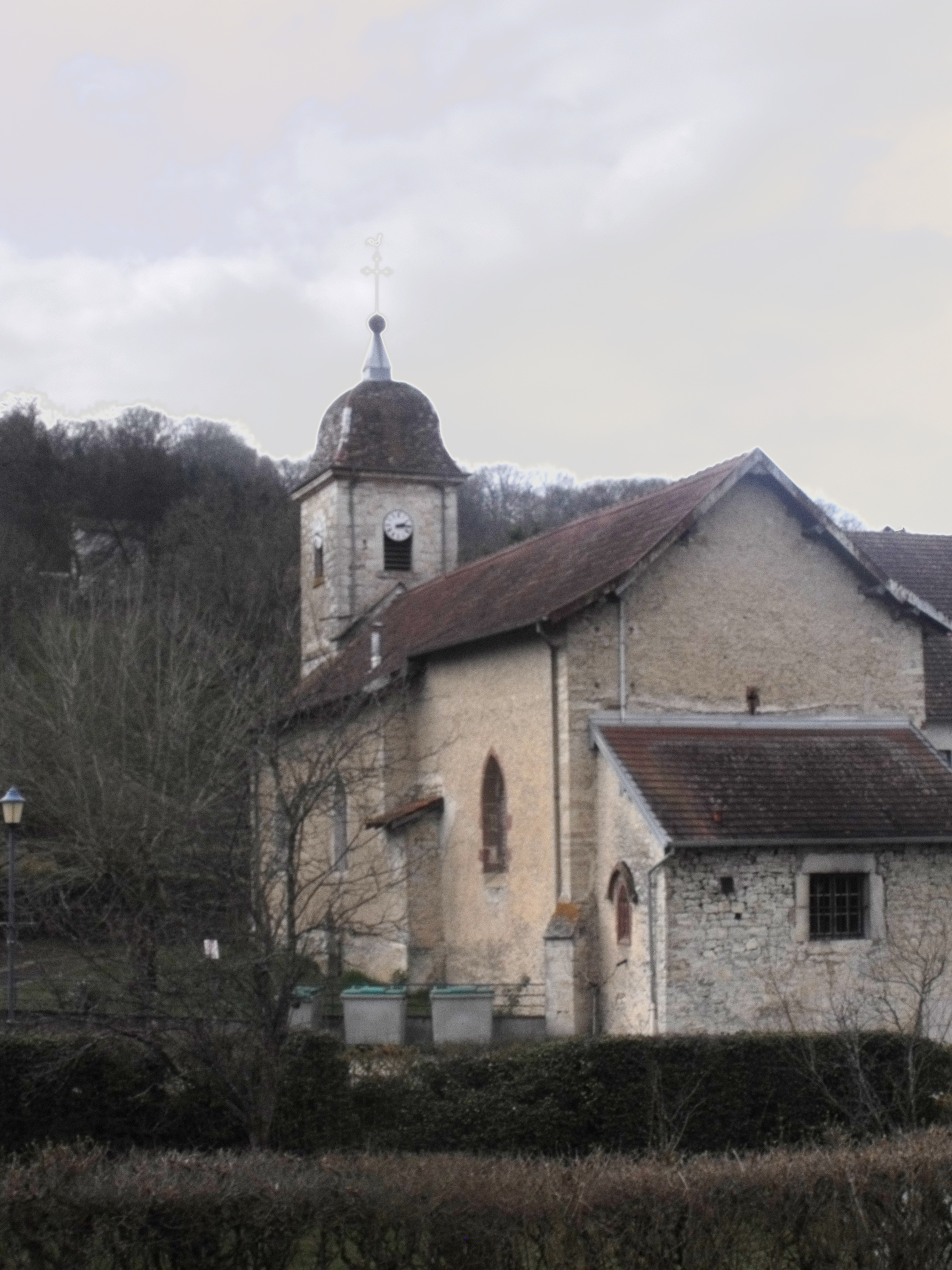
Kirche Saint-Léger

Die Kirche Saint-Léger wurde im 18. Jahrhundert neu erbaut. Von einem ehemaligen Herrschaftssitz sind nur wenige Ruinen erhalten. Der Ortskern ist geprägt durch verschiedene Bauernhäuser im charakteristischen Stil der Franche-Comté aus dem 17. bis 19. Jahrhundert.

## Bevölkerung
| Jahr                       | 1962 | 1968 | 1975 | 1982 | 1990 | 1999 | 2005 | 2018 |
| Einwohner                  | 153  | 195  | 197  | 221  | 193  | 176  | 183  | 192  |
| Quellen: Cassini und INSEE |      |      |      |      |      |      |      |      |

Mit 188 Einwohnern (Stand 1. Januar 2022) gehört Blussans zu den kleinen Gemeinden des Départements Doubs. Nachdem die Einwohnerzahl in der ersten Hälfte des 20. Jahrhunderts abgenommen hatte (1891 wurden noch 237 Personen gezählt), wurde während der 1960er und 1970er Jahre wieder ein Bevölkerungswachstum verzeichnet. Seither erfolgte insgesamt aber erneut ein Rückgang.

## Wirtschaft und Infrastruktur
Blussans war bis weit ins 20. Jahrhundert hinein ein vorwiegend durch die Landwirtschaft (Ackerbau, Obstbau und Viehzucht) und die Forstwirtschaft geprägtes Dorf. Daneben gibt es heute einige Betriebe des lokalen Kleingewerbes. Mittlerweile hat sich das Dorf auch zu einer Wohngemeinde gewandelt. Viele Erwerbstätige sind deshalb Wegpendler, die in den größeren Ortschaften der Umgebung ihrer Arbeit nachgehen.
Die Ortschaft liegt abseits der größeren Durchgangsstraßen an einer Departementsstraße, die von L’Isle-sur-le-Doubs nach Saint-Maurice-Colombier führt. Der nächste Anschluss an die Autobahn A36, welche das Gemeindegebiet durchquert, befindet sich in einer Entfernung von ungefähr sechs Kilometern. Weitere Straßenverbindungen bestehen mit Rang und Sourans.